# 아라이 나오미
아라이 나오미(일본어: 荒井 奈緒美, 1987년 8월 15일 ~ )는 일본의 모델이다.